# Henri Bloemers

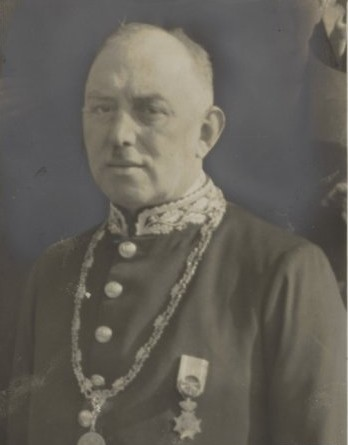
Henri Bloemers (1930)

Henri Petrus Johan Bloemers (Hummelo, 18 april 1880 – Velp, 16 september 1947) was een Nederlands politicus en bestuurder en burgemeester van de gemeentes Willemstad, Borculo, Rheden, Groningen en Arnhem.

## Levensloop
Bloemers was de zoon van een Nederlands-hervormd predikant en trouwde in 1905 met Maria Snellen. Zij kregen 3 zoons, onder wie Hugo Willibrord Bloemers die onder meer commissaris van de Koningin in Gelderland zou worden (1957-1973). Hij was bovendien de oudoom van de Nederlandse hoogleraar in de archeologie Tom Bloemers.
Na afronding van het gymnasium studeerde Bloemers biologie in Utrecht, en deed aldaar zijn eerste bestuurservaring op in het Utrechtsch Studenten Corps. Zijn belangstelling voor politiek bleek groter dan zijn motivatie voor een wetenschappelijke studie, en hij werkte enige tijd op de secretarie van Dalfsen voor hij in 1905 werd benoemd tot burgemeester van Willemstad. Slechts drie jaar later werd hij burgemeester van Borculo waar hij tot 1915 in functie zou blijven. Hij werd benoemd tot Algemeen Secretaris van de Maatschappij tot Nut van 't Algemeen en verhuisde naar Amsterdam, maar in 1917 werd een dringend beroep op hem gedaan om burgemeester van Rheden te worden. Bloemers slaagde erin om ondanks de tekorten als gevolg van de Eerste Wereldoorlog de nood onder de bevolking te beperken door de voedsel- en brandstoffendistributie goed te organiseren.
In de jaren twintig maakte Bloemers zich sterk voor natuurbehoud, en bracht in 1930 ruim 3000 hectare bos en hei in het bezit van de gemeente Rheden en van de Vereniging tot Behoud van Natuurmonumenten. Het aanleggen en onderhouden van dit eerste "nationale park" liet hij, in het kader van de werkverschaffing, uitvoeren door werkloze seizoensarbeiders. Een weg tussen Posbank en Imbosch is naar Bloemers vernoemd. Zijn al genoemde zoon Hugo werd in 1960 de vierde voorzitter van die vereniging.
Bloemers benoeming tot burgemeester van Groningen in 1931 was een flinke promotie. Hij werd daar curator van de universiteit en wist zijn politieke voorkeur buiten de gemeenteraad te houden. Hij werd vervolgens aangesteld als rijksbemiddelaar voor de noordelijke provincies.

### Arnhem
Toen echter in 1934 de positie van burgemeester van Arnhem vacant werd, als gevolg van het vertrek van S.J.R. de Monchy naar Den Haag, werd hij door die gemeente gevraagd, en op 1 september van dat jaar benoemd. Gezondheidsredenen speelden een belangrijke rol bij zijn beslissing om naar Gelderland terug te keren, Bloemers verklaarde zelf in een interview met de Arnhemsche Courant van 1 augustus 1934: Maar ik ben nu eenmaal Gelderschman en aan het mooie Gelderland en Arnhem heb ik mijn hart verpand. Hij gaf dan ook geen gehoor aan de oproep om minister van Sociale Zaken te worden in het vijfde kabinet Colijn in 1939.
Tijdens de Tweede Wereldoorlog bleef Bloemers aan als burgemeester, met als doel te voorkomen dat de post door een NSB'er zou worden overgenomen. Vanuit zijn functie had Bloemers contact met de bezetters en wist op deze wijze mensenlevens te redden. De tol die moest worden betaald was onder andere zijn medewerking aan Winterhulp Nederland. Op 27 juli 1944 werd Bloemers alsnog ontslagen en verbannen uit Gelderland vanwege zijn weigering mee te werken aan de Arbeidsinzet. Hij trok naar Noord-Brabant en verbleef in de omgeving van Breda.
In februari 1945 verzocht Bloemers de minister van Binnenlandse Zaken om het ontslag ook na de bevrijding te continueren, vanwege gezondheidsredenen. Bovendien zou hij in april van dat jaar de pensioengerechtigde leeftijd bereiken. Bloemers overleed in 1947 in Velp.